# هاري لايت
هاري لايت هو عسكري كندي، ولد في 17 سبتمبر 1898 في باريس في فرنسا، وتوفي في 29 أكتوبر 1971 في ديترويت في الولايات المتحدة.